# No sé si es Baires o Madrid
No sé si es Baires o Madrid es el tercer álbum en vivo de Fito Páez lanzado el 1 de octubre de 2008, grabado en vivo el 24 de abril del mismo año en el Palacio de Congresos, Madrid, España. El álbum se compone de un CD y un DVD con cuatro temas adicionales. Cuenta con la participación de múltiples artistas invitados a ese recital.
Es la tercera placa de Páez que recopila temas incluidos en discos anteriores. Además la canción "Contigo" interpretada junto a Joaquín Sabina, oficializa el fin de la desavenencia nacida entre ambos desde el disco Enemigos íntimos (1998).
La frase "No sé si es Baires o Madrid" es sacada de la canción "Pétalo de Sal" del disco El amor después del amor (1992).

## Lista de canciones

### CD
1. 11 y 6 (3:58)
2. Tumbas de la Gloria (4:44)
3. La Rueda Mágica (4:17)
4. Eso Que Llevas Ahí (3:44)
5. El Amor Después del Amor (1:50)
6. Dos Días en la Vida (4:40)
7. Contigo (4:04)
8. Brillante Sobre el Mic (4:49)
9. Yo Vengo a Ofrecer Mi Corazón (4:25)
10. Giros (3:35)
11. Al Lado del Camino (7:12)
12. Un Vestido y Un Amor (4:39)
13. La Rumba del Piano (5:56)
14. Pétalo de Sal (2:52)
15. Dar Es Dar (3:40)
16. Mariposa Tecknicolor (5:39)

### DVD
1. 11 y 6
2. Eso Que Llevas Ahí
3. Tumbas de la Gloria
4. El Amor Después del Amor
5. Dos Días en la Vida
6. La Rumba del Piano
7. El Cuarto de al Lado
8. Pétalo de Sal
9. Creo
10. Giros
11. Al Lado del Camino
12. La Rueda Mágica
13. Ciudad de Pobres Corazones
14. Contigo
15. Brillante Sobre el Mic
16. Un Vestido y Un Amor
17. Y Dale Alegría a Mi Corazón
18. Yo Vengo a Ofrecer Mi Corazón
19. Dar Es Dar
20. Mariposa Tecknicolor

## Músicos
- Fito Páez: Piano, guitarra eléctrica en Ciudad de pobres corazones y voz

### Invitados
- Joaquín Sabina: voz en Contigo.
- Pablo Milanés: voz en Yo vengo a ofrecer mi corazón.
- Ariel Rot: voz y guitarra en Giros y Dar es dar.
- Gala Évora: voz en Un vestido y un amor, coros en Dar es dar.
- Marlango: voces, piano y trompeta en Pétalo de sal y Creo, coros en Dar es dar.
- Pereza (banda): voces y guitarras en La rueda mágica, coros en Dar es dar.
- Diego del Morao: guitarra en Dos días en la vida.
- Sabú: cajón en Dos días en la vida
- Dani Noel: bajo en Dos días en la vida.
- Mavi Díaz: voz en Y dale alegría a mi corazón, coros en Dar es dar.
- Coki Debernardi: coros en Dar es dar.
- Adrián Luna: claves en "Dar es dar".

## Posicionamiento en listas
| Lista (2008)      | Mejor posición |
| ----------------- | -------------- |
| Argentina (CAPIF) | 1              |